# ウェンディ・デン
ウェンディ・デン（Wendi Deng、鄧文迪、1968年12月5日 - ）は、在米華人実業家、映画プロデューサー。

## 略歴
1968年、中華人民共和国江蘇省徐州市に生まれる。
1988年、渡米し、カリフォルニア州立大学ノースリッジ校に入学して経済学の学士号を取得し、イェール大学でMBAを取得した。
1996年、香港にあるスターTVのインターンとなり、瞬く間に副社長となった。

## 私生活

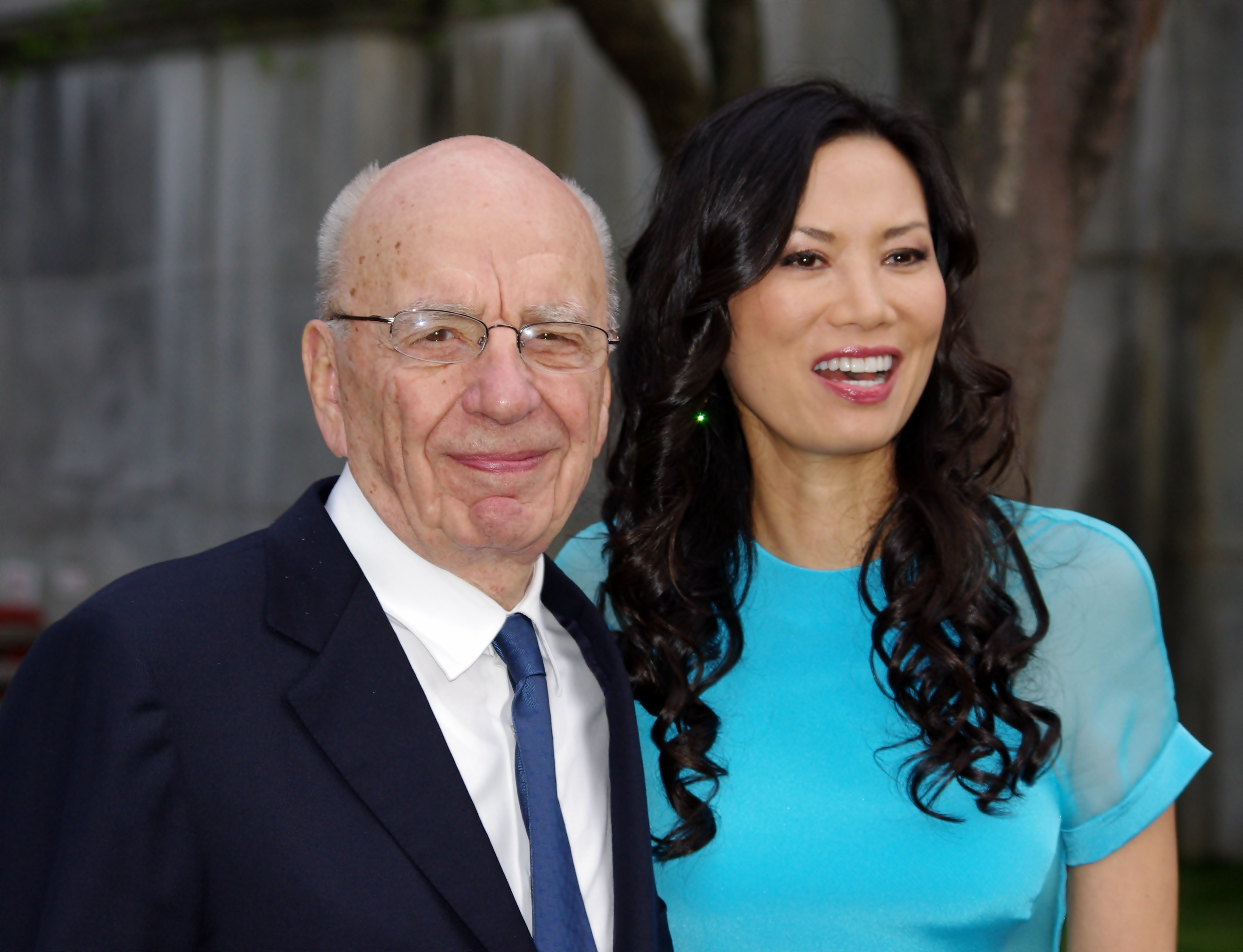
当時の夫ルパート・マードックと（2011年）

「メディア王」ルパート・マードックの元妻として知られる。1997年にルパート・マードックと知り合い、マードックが先妻と離婚した1999年に結婚。ニューヨークに居住して、二人の娘をもうけた。結婚後はマードックの中国でのビジネスを手助けし、江沢民などと面識を持った。2013年6月に離婚した。
トニー・ブレアやエリック・シュミットと浮名を流した。

## プロデュースした映画
- 「雪花と秘文字の扇（英語版）」ウェイン・ワン監督（2011年、共同プロデュース）[9]
- 「Sky Ladder」ケヴィン・マクドナルド監督（2016年）